# Parc Nacional de Bicuar
El Parc Nacional de Bicuar és un parc nacional d'Angola. Està situat a la regió sud-oest del país a l'altiplà de Huíla, uns 120 km al SE de Lubango. El parc és una àrea de pujols de sorra i arbustos espessos. El clima és tropical semiàrid. Bicuar es va establir com una reserva de caça en 1938, i reformat com a parc nacional en 1964. Històricament conegut per les seves grans mamífers, com el búfal negre, el parc va patir molt en la Guerra Civil angolesa (1975-2002). Durant aquest temps els animals van ser majoritàriament delmats, però el govern d'Angola està portant a terme esforços per reconstruir la infraestructura i reubicar els animals.

## Característiques naturals
El parc està vorejat a l'est pel riu Cunene, un dels pocs rius perennes a la regió. La vegetació dominant és descrita com boscos angolesos de miombo i boscos angolesos de mopane, una àrea de sabana i boscos a l'altiplà oriental dels turons costaners. Algunes porcions del parc són pantans estacionalment humits o aiguamolls i pastures de dambo.
El Bicuar se situa a l'extrem nord d'una ecoregió diferent coneguda com els boscos angolesos de mopane. La zona és coneguda per alta riquesa d'espècies, precipitacions variables, i la importància dels arbres mopane pels animals i habitants de la regió.
El clima de Bicuar és descrit sota la classificació climàtica de Köppen com a clima temperat tropical muntanyenc amb hiverns secs (Cwb), i als mesos més càlids les temperatures tenen una mitjana per sota dels 22 degC. La precipitació mitjana és de 600-800mm/any.

## Vida animal
La zona ha estat històricament coneguda per grans ramats d'antílops comuns, elefants i altres grans mamífers grans. Es creu que les poblacions de totes les espècies han estat seriosament reduïdes per la guerra (es diu que el parc va ser utilitzat com a camp de pràctiques de tir), la caça furtiva i la invasió humana. Des del cessament de les hostilitats, el govern de la província de Huila ha començat a reconstruir la infraestructura del parc per atreure i protegir els animals.
El 2013 es va informar que alguns dels grans mamífers estan tornant a Bicuar. L'administrador del parc ha assenyalat que Estem contents amb el retorn de ramats d'elefants als municipis de Quipungo, Matala i Gambos, ja que els animals estan reconeixent el seu hàbitat i es reprodueixen a l'interior del parc. A més d'elefants, al parc també hi ha antílops, antílops, nyus i zebres.